# Aleksander Lichocki
Aleksander Lichocki (ur. 21 listopada 1943 w Bobach Starych) – polski wojskowy, pułkownik, wieloletni funkcjonariusz Wojskowej Służby Wewnętrznej (1967–1990); szef Zarządu I WSW (kontrwywiad wojskowy) w Warszawie (1990); funkcjonariusz WSI (1990–1991).

## Życiorys
Aleksander Lichocki syn Edwarda i Pauliny urodził się 21 listopada w 1943 r. w Bobach Starych (pow. Kraśnik, województwo lubelskie). W latach 1950–1957 uczył się w Szkole Podstawowej w Bobach Starych, po czym kontynuował naukę w Technikum Łączności w Lublinie, które ukończył w 1962 r. 28 września 1962 r. podjął naukę w Oficerskiej Szkole Radiotechnicznej w Jeleniej Górze. W 1963 r. wstąpił do PZPR. Oficerską Szkołę Radiotechniczną ukończył 25 lipca 1964 r. z wynikiem dobrym. We wrześniu 1964 r. został skierowany do 4 Ośrodka Przeciwdziałania Radioelektronicznego (JW 4012) w Giżycku, gdzie był na stanowisku dowódcy stacji zakłócającej do 1 października 1966 r.. 2 października 1966 r. został skierowany do Mińska Mazowieckiego na Kurs Doskonalenia Oficerów Wojskowej Służby Wewnętrznej, gdzie szkolił się do 4 kwietnia 1967 r. i zdał egzamin z wynikiem bardzo dobrym. Został przeniesiony z korpusu osobowego oficerów Wojsk Radiotechnicznych do korpusu osobowego oficerów Wojskowej Służby Wewnętrznej. Od 5 kwietnia 1967 r. jako praktykant pełnił służbę w Oddziale WSW Lublinie. 1 lipca 1967 r. został skierowany do Białegostoku na stanowisko pomocnika szefa Wydziału I Oddziału WSW Białystok, gdzie obsługiwał kontrwywiadowczo 33 Szkolny Batalion Ciągników Gąsienicowych w Łomży. Od 25 lipca 1969 r. był na stanowisku starszego pomocnika szefa Wydziału I Oddziału WSW Białystok, gdzie zabezpieczał kontrwywiadowczo 15 pułk artylerii przeciwlotniczej w Gołdapi, po czym objął funkcję starszego pomocnika szefa Zarządu WSW WOW Warszawa będąc nim do 22 listopada 1972 r.. 
W latach 1972–1980 pełnił służbę w Wydziale WSW 1 Warszawskiej Dywizji Zmechanizowanej w Legionowie pełniąc obowiązki zastępcy i szefa Wydziału WSW. 13 czerwca 1977 r. ukończył zaoczne studia magisterskie na Wydziale Historyczno-Politycznym Wojskowej Akademii Politycznej im. Feliksa Dzierżyńskiego uzyskując tytuł magistra historii. W 1979 r. w stopniu majora ukończył z oceną bardzo dobrą Kurs z Teorii Organizacji i Kierowania zorganizowany przez sztab WOW. Od 8 września 1980 r. do 8 maja 1984 r. sprawował obowiązki zastępcy szefa w Zarządzie III Oddziału II WSW w Warszawie. Od 15 września 1980 r. do 27 czerwca 1981 r. odbył Kurs Akademicki Kadry Kierowniczej w ZSRR, po czym po jego ukończeniu powrócił do pełnienia służby na zajmowanym stanowisku zastępcy szefa w Zarządzie III Oddziału II WSW. 20 lipca 1984 r. ukończył kurs w Wyższej Szkole Oficerskiej KGB ZSRR, której szefem był gen. por. A. P. Ragozin (ros. generał lejtnant A. П. Рагозин). W roku 1984 r. w ramach normalnych obowiązków służbowych będąc na stanowisku zastępcy szefa w Zarządzie III Oddziału II WSW spotykał się m.in. z funkcjonariuszem radzieckich służb specjalnych, zastępcą szefa rezydentury KGB płk. Siergiejem Michajłowem (ros. Сергей Михайлов), a oficjalnym wówczas rezydentem KGB przy ambasadzie radzieckiej w Warszawie był płk Witalij Pawłow (ros. Виталий Григорьевич Павлов), który był kierownikiem Grupy „Narew” KGB w Warszawie, w 1984 r. awansowany na stopień generał-major (Генерал-майорgenerał).
Od 24 maja 1984 r. do 11 grudnia 1984 r. ppłk Aleksander Lichocki pełnił służbę na stanowisko doradcy w ramach XXII zmiany Polskiego Kontyngentu Wojskowego w Siłach Zbrojnych ONZ w Syrii. Po misji powrócił na zajmowane stanowisko zastępcy szefa w Zarządzie III Oddziału II WSW, gdzie był do grudnia 1986 r. Od 15 grudnia 1986 r. odbył praktykę na stanowisku szefa Oddziału III Zarządu III Szefostwa WSW, po czym objął funkcję szefa Oddziału III Zarządu III Szefostwa WSW, którym był do 2 marca 1987 r. W dniach 8–14 czerwca 1987 r. na podstawie rozkazu nr 023 z 26 marca 1987 r. szefa WSW gen. bryg. Edmunda Buły był na stanowisku zastępcy Centralnej Grupy Operacyjnej (CGO) pod przewodnictwem płk. Jerzego Pawlaka w związku z wojskowym zabezpieczeniem kontrwywiadowczym wizyty w Polsce papieża Jana Pawła II. Następnie został wyznaczony do pełnienia obowiązków zastępcy szefa Zarządu I Szefostwa WSW, które wykonywał do 9 maja 1988 r. W okresie od 17 października 1988 r. do 14 marca 1989 r. ukończył 6 miesięczny Zaoczny Kurs Specjalistyczny z Wojskowego Prawa Administracyjnego w Katedrze Państwa i Prawa Wojskowej Akademii Politycznej im. Feliksa Dzierżyńskiego w Warszawie. 
W 1988 r. ukończył w Warszawie Wieczorowy Uniwersytet Marksizmu-Leninizmu dla kadry kierowniczej WP. Od 10 maja 1988 r. objął funkcję p.o. zastępcy szefa Zarządu I WSW w Warszawie, po czym został wyznaczony na stanowisko zastępcy szefa Zarządu I WSW w Warszawie, którym był do 16 grudnia 1988 r. Na tym stanowisku był m.in. odpowiedzialnym współpracując ze SB za kontrwywiadowczą ochronę prac naukowo-badawczych i supertechniki w zakresie wyjazdów pracowników naukowych do krajów kapitalistycznych. 12 stycznia 1990 r. został wyznaczony na stanowisko szefa Zarządu I WSW w Warszawie, którym był do 31 lipca 1990 r.. Kierował I Zarządem zajmującym się kontrwywiadem wojskowym, odpowiadał za ochronę centralnych instytucji Ministerstwa Obrony Narodowej, a także m.in. Sztabu Generalnego WP. Po zlikwidowaniu WSW został przeniesiony do wykazu przejściowego etatu Zarządu II Sztabu Generalnego WP pełniąc służbę w powstałych Wojskowych Służbach Informacyjnych. W październiku 1991 r. w wieku 48 lat, mając 29 lat służby w randze pułkownika odszedł z wojska, a powodem jak donosiły media było rozpoczęcie prac tzw. komisji Okrzesika – sejmowej podkomisji ds. zbadania działalności byłej Wojskowej Służby Wewnętrznej, której raport wykazał nieprawidłowości i przestępstwa, mające miejsce w WSW. 
Po odejściu z wojska na początku lat 90. związał się z biurem podróży First Class, w którego radzie nadzorczej zasiadali m.in. Roman Kurnik, były zastępca komendanta głównego policji. Media wówczas pisały, że Lichocki, jak wynika z raportu z likwidacji WSI, miał brać udział w inwigilacji prawicy oraz był kojarzony z innymi politykami, dziennikarzami w różnych kwestiach. W 2003 r. w Centrum Konferencyjnym MON Lichocki zorganizował imprezę z okazji 60. urodzin na której było ponad 300 gości, wśród nich m.in. dowódcy różnych rodzajów sił zbrojnych, dyrektorzy departamentów w MON, niektórzy szefowie służb i biznesmeni. W 2005 r. zakończył pracę w Agencji Mienia Wojskowego, gdy szefem agencji został Maciej Olex-Szczytowski. W 2008 r. media (Nasz Dziennik oraz inne) informowały, że Lichocki miał być podejrzewany przez Agencję Bezpieczeństwa Wewnętrznego. 16 grudnia 2015 r. został skazany przez Sąd Rejonowy dla Warszawy-Woli za płatną protekcję przy weryfikacji oficera WSI na 4 lata wiezienia i 54,5 tys. złotych grzywny (proces trwał cztery i pół roku). Prokuratura oskarżyła Lichockiego i dziennikarza śledczego Wojciecha Sumlińskiego (został przez Sąd uniewinniony) o powoływanie się na wpływy w komisji weryfikacyjnej WSI i podjęcie się za łapówkę załatwienia pozytywnej weryfikacji dla płk. Leszka Tobiasza. Obrona wniosła kasację i we wrześniu 2017 r. Sąd Najwyższy uznał kasację obrony za bezzasadną i podjął decyzję o jej oddaleniu. Aleksander Lichocki został osadzony w zakładzie karnym 28 maja 2018 r.. W czerwcu 2025 r. w wieku 82 lat został przesłuchany przez prokuratora Oddziałowej Komisji Ścigania Zbrodni przeciwko Narodowi Polskiemu w Gdańsku Mieczysława Górę.

## Awanse[25][1][3]
- podporucznik – 1964

- porucznik – 1967
- kapitan – 1971
- major – 1977
- podpułkownik – 1981
- pułkownik – 1986

## Ordery, odznaczenia i wyróżnienia
- Krzyż Kawalerski Orderu Odrodzenia Polski – 1990[26]
- Złoty Krzyż Zasługi – 1983[27]
- Srebrny Krzyż Zasługi – 1978[28]
- Medal W Służbie Pokoju – 1984[29]

i inne resortowe odznaczenia

## Życie prywatne
Mieszkał w Warszawie. Od 28 marca 1964 żonaty z Ewą z domu Śmiałowska. Małżeństwo miało dwóch synów: Ernest i Robert.